# Jonathan Bush
Jonathan James Bush (Greenwich, Connecticut; 6 de mayo de 1931 - Jupiter, Florida; 5 de mayo de 2021) fue un banquero estadounidense. Era hermano del expresidente de los Estados Unidos, George H. W. Bush, y tío del expresidente George W. Bush y del exgobernador de Florida Jeb Bush.

## Primeros años
Bush nació en Greenwich, Connecticut, hijo de Prescott Sheldon Bush, un político, y Dorothy Walker Bush. Se graduó de la Escuela Hotchkiss y de la Universidad de Yale, donde fue miembro de Skull & Bones. Era el cuarto hijo de la familia, hermano de Prescott "Pressy" Bush, Jr. (1922-2010), el 41º presidente de Estados Unidos, George HW Bush (1924-2018), Nancy Bush Ellis (1926-2021) y William "Bucky" Bush (1938-2018). Era el tío del 43.er presidente de Estados Unidos, George W. Bush. Al igual que su hermano George, fue miembro de la fraternidad Delta Kappa Epsilon en Yale.
Bush y su esposa Josephine son los padres del ex reportero de entretenimiento de NBC Billy Bush y del ejecutivo de atención médica Jonathan S. Bush.

## Carrera
Al 31 de diciembre de 2018, Jonathan Bush se había jubilado de Fairfield, Bush & Co., una firma de asesoría de inversiones en New Haven, Connecticut.
Jonathan Bush fundó J. Bush & Co., que proporcionó servicios bancarios discretos para las embajadas de gobiernos extranjeros en Washington D.C durante muchos años. En 1997, Riggs Bank compró J. Bush & Co. y nombró a Bush director ejecutivo y presidente de Riggs Investment, una empresa con sede en New Haven.
A principios de la década de 1980, Jonathan Bush ayudó a organizar a los inversores para la primera empresa petrolera de George W. Bush, Arbusto Energy, más tarde llamada Bush Explorations.
Durante la campaña presidencial de 2000, Bush fue un importante contribuyente y recaudador de fondos para la elección de su sobrino y fue nombrado "Pionero de Bush" por recaudar más de $100,000 para la campaña.
Falleció el 5 de mayo de 2021, un día antes de cumplir 90 años. En el momento de su muerte, era el último hijo superviviente de Prescott Bush y Dorothy Walker Bush.

## Controversia
El 15 de mayo de 2004, The Washington Post publicó un artículo que decía: "Un sitio web político escrito por un operativo demócrata llamó la atención ayer sobre el hecho de que el tío del presidente Bush, Jonathan J. Bush, es un alto ejecutivo del Riggs Bank, que esta semana acordó pagar un récord de $25 millones en multas civiles por violaciones a la ley destinadas a frustrar el lavado de dinero".
Las cuentas bancarias bajo investigación pueden haber sido saudíes, aunque el artículo no lo dice. Sin embargo, continuó diciendo: "una fuente familiarizada con las múltiples investigaciones federales de las cuentas saudíes del banco y otras cuentas de la embajada dice que la unidad de asesoría de inversiones de Jonathan Bush no tiene 'ninguna relación' con ninguna de las cuentas saudíes del Riggs". Además, el periódico citó a un portavoz de la Oficina del Contralor de la Moneda diciendo que "cualquier sugerencia de influencia política en la situación del Riggs es 'absurda'".
En 1991, Bush fue multado con 30.000 dólares en Massachusetts y varios miles de dólares en Connecticut por violar las leyes de registro que rigen la venta de valores. Se le prohibió la intermediación de valores con el público en general en Massachusetts durante un año.